# Afristivalius timanus
Afristivalius timanus är en loppart som först beskrevs av Jordan 1931.  Afristivalius timanus ingår i släktet Afristivalius och familjen Stivaliidae. Inga underarter finns listade i Catalogue of Life.